# Điện ảnh Greenland
Điện ảnh Greenland (tiếng Đan Mạch: Grønland filmhistorie)  là tên gọi ngành công nghiệp Điện ảnh của quốc gia tự trị Greenland thuộc Vương quốc Đan Mạch.

## Lịch sử hình thành và phát triển

### Phim nổi tiếng
- Đám cưới của Palo (1936)

### Nhà làm phim tên tuổi
- Friedrich Dalsheim
- Knud Rasmussen
- Mikisoq H.Lynge